# Postflagge
Als Postflagge wird die hoheitliche Flagge eines staatlichen Postdienstleisters bezeichnet. Im Zuge der jeweiligen Postreform und Abschaffung der Briefmonopole und Öffnung der Briefbeförderungsmärkte gibt es so gut wie keine gültigen Postflaggen mehr. Flaggen privater Postunternehmen zählen nicht dazu.

## Verwendung auf Schiffen
Auf Schiffen zeigt die Postflagge an, ob sich Post an Bord befindet. In den Zeiten, in denen die Tätigkeit der Post zu den hoheitlichen Aufgaben eines Landes gehörten, war die Postflagge ein oft der Nationalflagge ähnliches Hoheitszeichen. Die meisten Postsysteme sind heute weltweit privatisiert, so dass es keine hoheitliche Aufgabe mehr ist, sondern ein kommerzielles Unterfangen, das nicht mehr durch eine spezielle Flagge gekennzeichnet wird. Es kommt noch dazu, dass der meistfrequentierte Postweg heute die Luftfracht (Luftpost) ist. Aus diesen Gründen wird einem die Postflagge in der Seefahrt auf hoher See kaum noch begegnen. Siehe auch: Postschiff.

## Verschiedene Postflaggen

### Weltpostverein

Weltpostverein

### Deutschland

Postflagge bis 1892
Gösch der Postschiffe, Deutsches Reich bis 1892
Reichspostflagge von 1892 bis 1918
Dienstflagge der Deutschen Post der DDR von 1959 bis 1973
Flagge der Deutschen Post der DDR von 1975 bis 1990
Bundespostflagge der Deutschen Bundespost von 1950 bis 1994
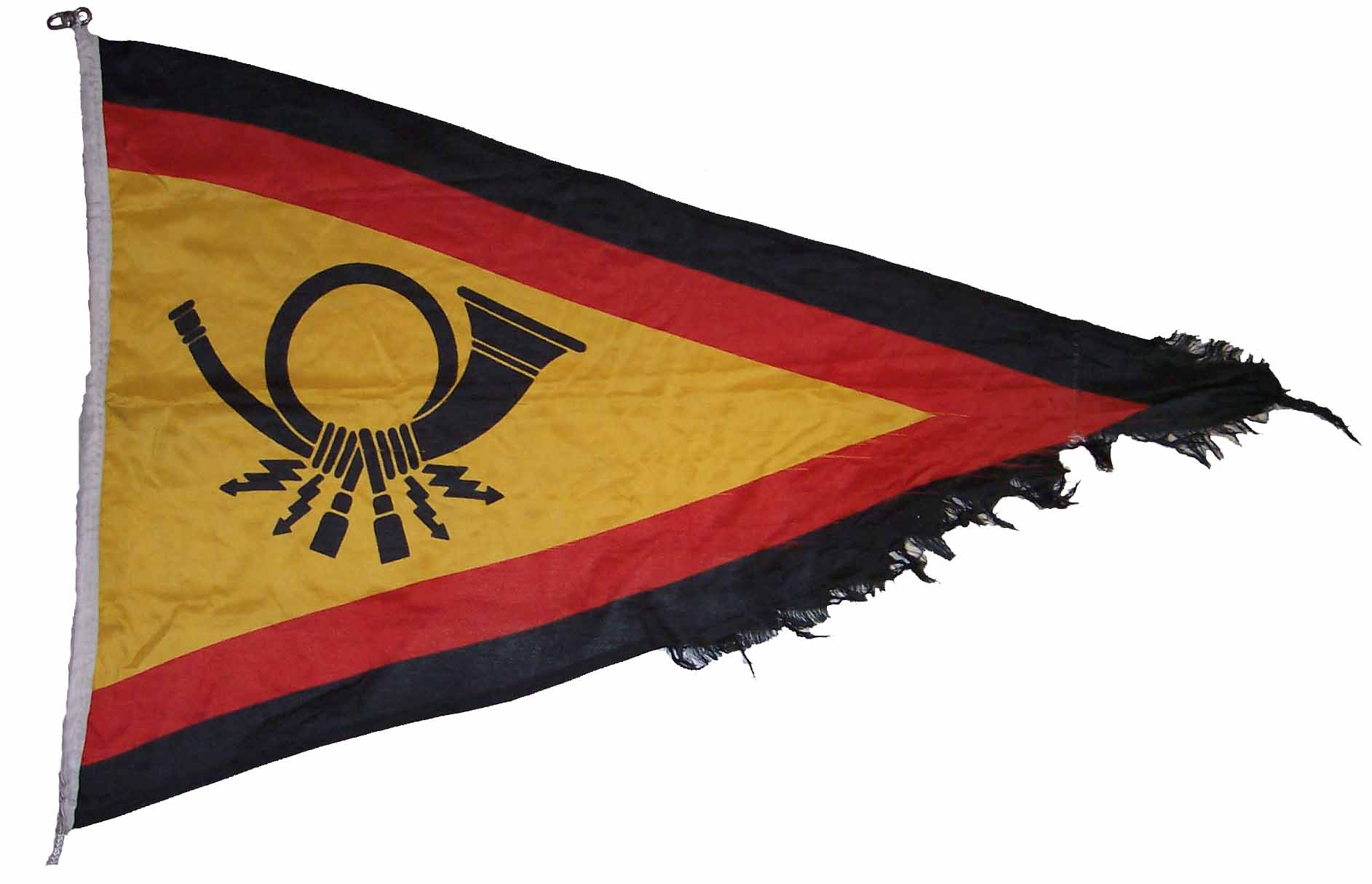
Postsignalflagge 1950 bis 1994

### Weitere Länder

Dänemark
Estland
Postflagge der Rumänischen Marine von 1939
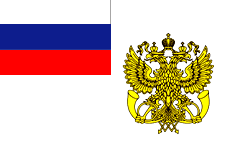
Russland
Japan
Mandschukuo
Norwegen Siehe auch: Hurtigruten
Spanien (zur See) Pabellón para Correos Marítimos